# Александер II фон Велен
Александер II фон Велен/Фелен (на немски: Alexander II von Velen; * 1599 или ок. 1610; † 10 октомври 1675) е граф на Велен/Фелен-Меген (1666 – 1675) и фрайхер на Раезфелд и Бретценхайм, императорски генерал-фелдмаршал на Католическата лига през Тридесетгодишната война. След успешната му военна кариера той престроява замък Раезфелд на резидентски дворец. През 1641 г. му се дава наследствената титла имперски граф. По-късно той е наричан също „вестфалския Валенщайн“.

## Биография
Той е най-големият син на полковник Александер I фон Велен (1556 – 1630) и първата му съпруга Агнес фон Леерод († 1620). Израства в замъка Бург Раезфелд на баща му. От 1615 и 1616 г. следва, заедно с брат си Ернст, в стария университет в Льовен.
При избухването на Тридесетгодишната война той влиза на служба във войската. През 1623 г. той е хауптман в регимента на граф Йохан Якоб фон Бронкхорст-Батенбург в замък Анхолт и се бие успешно против войската на Кристиан фон Брауншвайг-Волфенбютел. Получава от плячката награда конски принадлежности от генерал Вилхелм фон Ваймар, които той след това непрекъсното ползва.

## Фамилия
Първи брак: на 21 юли 1624 г. във Вахтендонк, Дюселдорф, се жени за гарфиня Александрина Амстенрает цу Хуйн и Гелен († сл. 12 май 1640), дъщеря на Арнолд III ван Хуйн ван Амстенраде († 1638) и Маргарета ван Бохолтц. Те имат децата:
- Анна Маргарета, умира половин година след раждането
- Фердинанд Готфрид († 7 юли 1685), граф и фрайхер, женен на 25 юли 1656 г. в Боркуло за София Елизабет фон Лимбург-Щирум-Бронкхорст (* 1632; † 26 октомври 1685), дъщеря на граф Херман Ото I фон Лимбург-Щирум (1592 – 1644)
- Паул Ернст († 1673?)
- Александрина Мария († 10 юли 1656, Полша), омъжена I. 1642 г. в Кьолн за граф Емих фон Даун-Фалкенщайн († 1642), син на граф Йохан Адолф фон Даун-Фалкенщайн, II. на 27 декември 1644 г. във Варендорф, Мюнстер, за генерал-майор граф Йохан II фон Валдек-Пирмонт (* 7 ноември 1623; † 10 октомври 1668), син на граф Кристиан фон Валдек-Вилдунген (1585 – 1637) и графиня Елизабет фон Насау-Зиген (1584 – 1661)
- Шарлота Мария Изабела (* ок. 1617; † 27 февруари 1692), омъжена на 10 май 1644 г. за граф Адолф Ернст фон Лимбург-Щирум-Бронкхорст (* 1622; † 3 октомври 1657)
- Изабела
- Александра Елизабет.

Втори брак: сл. 13 юни 1647 г./ или 1655 г. се жени за графиня Анна Магдалена фон Бентхайм-Бентхайм (* ок. 1640; † 1692), дъщеря на граф Арнолд Йобст фон Бентхайм-Бентхайм (1580 – 1643) и графиня Анна Амалия фон Изенбург-Бюдинген (1591 – 1667). Те имат една дъщеря:
- Мария Александрина Елиза (* 28 октомври 1636 – ?), омъжена за Ото Вернер Валдбот фон Басенхайм (1636 – 1689)